# Агатархід
Агатархі́д (208 — 131 рр. до н. е.) — давньогрецький географ та історик часів Птолемея VI, царя Єгипту.

## Життєпис
Народився у м.Кнід (Мала Азія). На запрошення Птолемея VI Лагіда перебрався до Олександрії. Ймовірно у 169 році до н. е. Тут він працював над працями з географії тв історії. Втім стосовно подробиць життя Агатархіда мало відомостей. у 145 році до н. е. його разом з іншими вченими було витуринено з Єгипту царем Птолемеєм VIII. Після цього Агатархід перебрався до Афін, де продовжив свої праці. Тут він й сконав у 131 році до н. е.

## Основні праці
- «Азіатика або Справи Азії» (історичні, географічні відомості про Азію).
- Опис Еритрейського моря (географія, історія та етнографія Червоного моря). складено у 150 році до н. е.
- «Європіка або Справи Європи» (незакінчена праця). Агатархід займався цією працею в Афінах.

Працями Агатархіда користувалися Діодор Сицилійський, Пліній Старший, Клавдій Еліан, Страбон.